# Garry Stewart
Pour le chanteur, voir Gary Stewart (chanteur).
Garry Stewart, né en 1962 en Australie, est un danseur et chorégraphe australien de danse contemporaine.

## Biographie
Garry Stewart commence sa formation de danseur à l'âge de vingt ans tout d'abord à la Sydney City Ballet Academy (1983) puis à l'Australian Ballet School (1984–1985). Il danse de 1990 à 1998 dans différentes compagnies de danse contemporaine australiennes (dont Chunky Move et la Sydney Dance Company) avant de fonder sa propre structure nommée Twack ! En 1999, il devient directeur artistique de l'Australian Dance Theatre à la suite de Meryl Tankard, tout en continuant à chorégraphier ponctuellement pour différentes institutions internationales comme la Rambert Dance Company, le Ballet royal de Birmingham ou le ballet de l'Opéra national du Rhin.

## Principales chorégraphies
- 1998 : Plastic Space et Birdrain
- 1999 : Housedance
- 2001 : The Age of Unbeauty
- 2002 : Nothing
- 2004 : HELD
- 2006 : Devolution
- 2008 : G, version de Giselle voir un extrait
- 2010 : Be Your Self
- 2012 : Proximity